# 伊蓮娜·羅絲-雷提南
伊蓮娜·羅絲-雷提南（英語：Ileana Ros-Lehtinen，/ˌɪliˈɑːnə ˈrɒs ˈleɪtənən/，1952年7月15日—）是一名美國政治人物和說客，於1989年至2019年擔任代表佛羅里達州第二十七國會選區的聯邦眾議員。在她的任期結束時，她是來自佛羅里達州的最高級美國代表。2011年至2013年，她擔任美國眾議院外交委員會主席。1989年，羅絲-雷提南在一次特別選舉中獲勝，成為首位當選為眾議員的古巴裔美國人，也是首位從佛羅里達州當選為眾議員的共和黨女性。2011年，羅絲-雷提南首次用西班牙語對國情咨文做出共和黨員的回應，並於2014年做出第三次回應。
2011年9月，羅絲-雷提南成為美國國會首位共同發起《尊重婚姻法案》的共和黨籍眾議員，該法案將廢除《捍衛婚姻法案》。2012年7月，羅絲-雷提南成為眾議院中第一個支持同性婚姻的共和黨員。
2017年4月30日，羅絲-雷提南宣布她不會在2018年競選連任。

## 荣誉

### 外国勋章奖章
- 特種大綬卿雲勳章 （中华民国，2018年4月2日于台北总统府颁发[5]）

## 外部連結
- 中的“伊蓮娜·羅絲-雷提南”
- C-SPAN內的頁面（英文）
- 美國國會國家人物傳記大辭典中的傳記
- 由華盛頓郵報維護的投票記錄
- 智慧投票计划中的傳記、投票紀錄及利益集團評級
- 聯邦選舉委員會中的競選財務報告和數據